# 住友重機械プロセス機器
住友重機械プロセス機器株式会社（すみともじゅうきかいプロセスきき）は、愛媛県西条市今在家に本社を置く企業。
住友重機械工業のグループ会社である。
化学機械や一般機械の設計･製造･据付･修理などを手がけている。

## 事業所
- 本社 - 愛媛県西条市今在家1501番地
- 東京支店 - 東京都品川区大崎2丁目1番1号（ThinkPark Tower 25F）
- 大阪支店 - 大阪府大阪市北区中之島2丁目3番33号（大阪三井物産ビル 10F）
- 飯塚事業所 - 福岡県飯塚市有安958-23

## 沿革
- 1987年2月 - 住重サーモテック株式会社及び有限会社住重東予機工を設立。
- 1990年10月 - 住重サーモテックと住重東予機工が合併し、住重テクマックス株式会社となる。
- 2000年4月 - 住友重機械工業の機械系機種の製造を開始し、住重機器システム株式会社に社名変更。
- 2002年6月 - 住友重機械工業より機械系機種の営業権を譲受。
- 2003年4月 - 幸袋工作所よりコークス炉機械に関する営業権を譲受。
- 2009年12月 - 住友重機械工業の鉄構・機器事業を統合し、住友重機械プロセス機器株式会社に社名変更。
- 2014年7月 - 住重プラントエンジニアリングより蒸留・抽出事業の営業権を譲受。

## 関連会社
- 住重電子機械科技股份有限公司
- Sumitomo Heavy Industries (Thailand) Ltd.
- 株式会社イズミフードマシナリ
- SHIPE-STC Cooperation GmbH